# Pueblo paraguayo
El pueblo paraguayo (o paraguayos) son una etnia, nacionalidad y pueblo de América Latina, correspondiente a los nacidos en el país sudamericano de la República del Paraguay, teniendo como lenguas oficiales el español y el guaraní.